# Ялтинська європейська стратегія
Ялтинська європейська стратегія (YES) (англ. Yalta European Strategy) — міжнародна щорічна конференція українських і закордонних політиків та підприємців, що у 2004-2013 проводились у Ялті, а з 2014 - у Києві, мета якої -  сприяння розвитку України та підтримку її євроінтеграційних прагнень. В її роботі крім українських політиків, президентів та парламентарів брали участь такі політики, як Білл Клінтон, Тоні Блер, Александер Квасневський, Домінік Стросс-Кан, Герхард Шредер та Шимон Перес.
До 2013 року YES проходили у Лівадійському палаці. 11-та щорічна зустріч, запланована на 12 вересня 2014 року, у зв'язку з тимчасовою окупацією Росією Криму відбулася в Києві в Національному культурно-мистецькому та музейному комплексі «Мистецький арсенал».

## Хронологія зустрічей

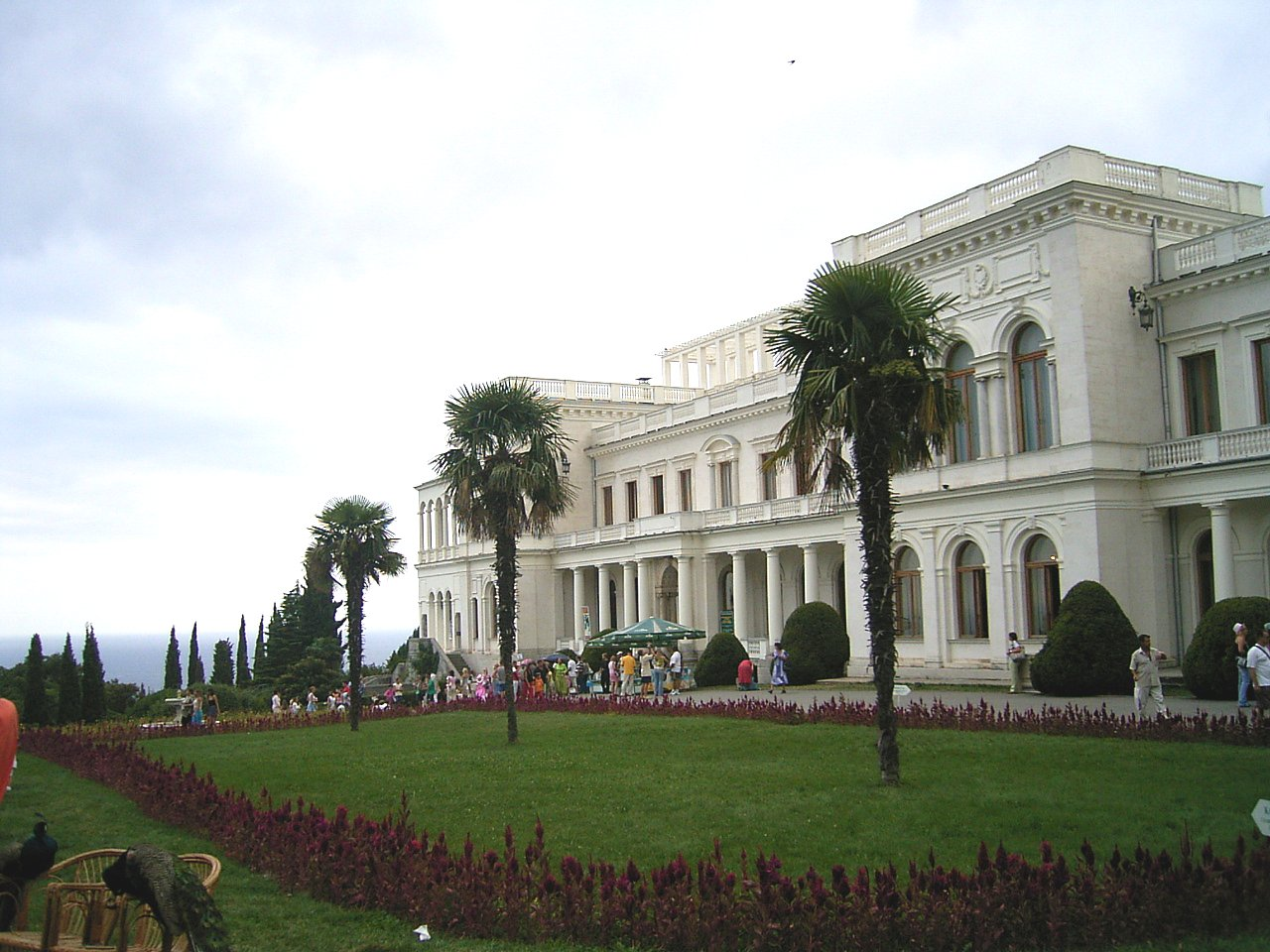
Фасад Лівадійського палацу

У липні 2004 року Віктор Пінчук зібрав близько 30 європейських лідерів на перший Ялтинський Європейський Семінар для обговорення перспектив вступу України до ЄС. У заході взяли участь Прем'єр Міністр Канади (1993–2003) Жан Кретьєн, член парламенту Франції Домінік Стросс-Кан, член Європарламенту Марек Сівець.
З 2005 по 2013 роки YES фокусувалася на факторах успіху, які створюють сильні, конкурентоспроможні, стійкі та справедливі країни та суспільства. Теми включали глобальну економіку, енергетичну безпеку, загрози та інновації, що змінюють наше життя, а також успішні підходи до лідерства. Окрему увагу було приділено майбутньому Великої Європи та перспективам співпраці та інтеграції України до Європи.
2013 року 10-а Ялтинська щорічна зустріч пройшла під гаслом «Україна та світ в епоху змін: фактори успіху». На форумі були представлені більше 250 провідних представників політичних, ділових і громадських кіл з понад 20 країн світу, які обговорили основні глобальні виклики та їх вплив на Україну, Широку Європу та світ.
Офіційно 10-у Ялтинську щорічну зустріч відкрили 20 вересня президенти України Віктор Янукович та Литовської Республіки Даля Грибаускайте. Перші особи двох країн представили своє бачення можливостей створення синергій для Широкої Європи. Христя Фріланд, науковий співробітник Martin Prosperity Institute при Університеті Торонто і колишній редактор Consumer News агенції Thomson Reuters (2013), була модератором дискусії.
Основною темою 10-го Форуму Ялтинської європейської стратегії стали фактори успіху, які є фундаментом сильних, конкурентоспроможних, самодостатніх і правових держав та суспільств. Інші теми дискусій, що увійшли до порядку денного цьогорічного форуму YES, включають глобальну економіку, енергетичну безпеку, загрози та інновації, що змінять наше життя, а також тему лідерства. Особливу увагу було приділено майбутньому Широкої Європи та перспективам України щодо інтеграції до європейських структур та співпраці з ними.

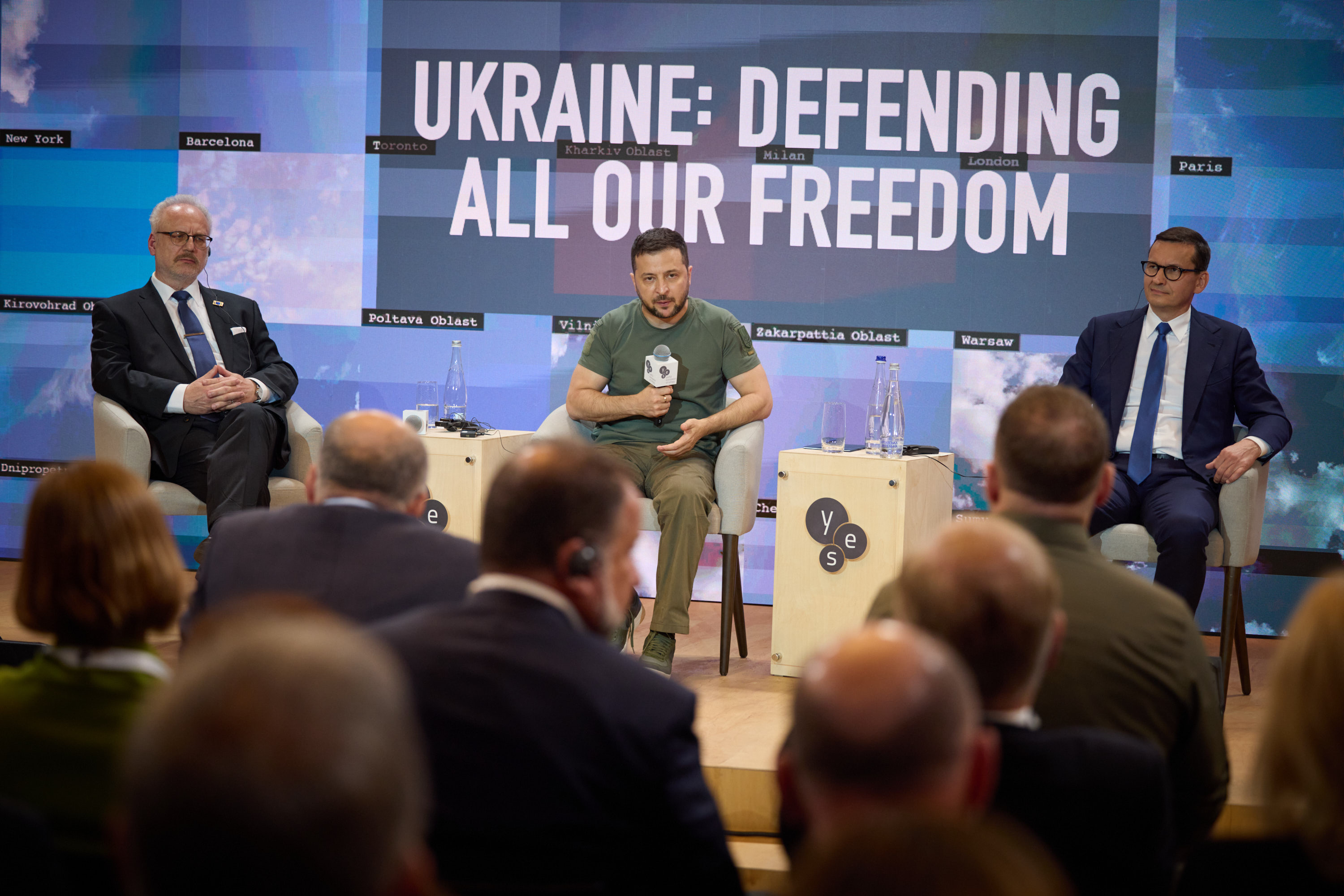
Лідери Латвії, України і Польщі на YES 2022: Эгілс Левітс, Володимир Зеленський і Матеуш Моравецький

2014 - проходила 11—13 вересня року в Києві 
2015 - Пройшла 10–12 вересня 2015 року в Арсеналі під гаслом  «У зоні ризику: Як доля нової України впливає на Європу та Світ»  .
2016 - Проходила під гаслом  «Світ, Європа та Україна: шторми змін»
2017 - Проходила під гаслом «Чи став світ новим? І що це означає для України?»
2018 - Проходила під гаслом «Майбутнє покоління всього»
2019 - Проходила під гаслом  «Щастя зараз. Нові підходи для світу в кризі»
У 2020 році внаслідок епідемії ковід-19 щорічна зустріч YES не відбулася
2021 - Проходила 9-11 вересня під гаслом  «Після COVID = Перед катастрофою? Кроки до виживання»
2022 - Проходила  9–10 вересня під гаслом «Україна: На захисті нашої спільної свободи»
2023 - конференція відбулася 8–9 вересня під гаслом «YES WAR ROOM: майбутнє вирішується в Україні». У ній взяли участь понад 500 лідерів, політиків, підприємців, громадських активістів та експертів із 29 країн світу. Серед учасників: Володимир та Олена Зеленська, голова військової розвідки України Кирило Буданов, Борис Джонсон, Вікторія Нуланд, філософ та письменник Френсіс Фукуяма, американський історик Тімоті Снайдер.
2024 пройшла 20-та конференція відбулася 13–14 вересня 2024 року в Києві під гаслом «НЕОБХІДНІСТЬ ПЕРЕМОГТИ». Понад 700 провідних політиків, дипломатів, бізнесменів, військовослужбовців ЗСУ, ветеранів, громадських активістів та експертів з більш ніж 30 країн світу взяли участь у конференції, організованій YES у партнерстві з Фондом Віктора Пінчука.Серед доповідачів: Роберт Бровді «Мадяр», Павло Паліса, Ігор Оболенський Сергій Жадан, Олег Сенцов, Ярина Чорногуз, Станіслав Асєєв  Рустем Умеров, Троельс Лунд Поульсен, Девід Петреус, Крістіан Фройдінг, Олександр Камишин. Модераторка: Занні Мінтон Беддос - головна редакторка The Economist.